# Renzo Saravia
Renzo Saravia (Villa de María del Río Seco, 16 de junho de 1993) é um futebolista argentino que atua como lateral-direito. Atualmente joga no Atlético Mineiro.

## Carreira

### Início
Nascido em Villa de María del Río Seco no interior da Província Córdova, Saravia não atuou por nenhum clube até se mudar para a capital da província, Córdova. Seu pai Reynaldo, um policial aposentado, fez tudo para que Saravia encontrasse um time. Então aos nove anos, Saravia entrou na base do Instituto Atlético Central Córdoba, tendo como companheiro de clube Paulo Dybala e onde ficou até os 15 anos de idade.

### Belgrano
Depois, Saravia assinou contrato com o Club Atlético Las Palmas e foi emprestado aoBelgrano por um ano com opção de compra por 150,000 pesos argentinos. Após ser comprado, foi promovido para o time principal do Belgrano em janeiro de 2013. Em 13 de julho de 2017, foi anunciado pelo Racing, onde foi campeão argentinos da Campeonato Argentino de 2018–19.

### Porto
Em junho de 2019, Saravia assinou por quatro anos com o Porto. Fez sua estreia pelo Dragão em 13 de agosto de 2019, no jogo de volta da terceira fase da Liga dos Campeões da UEFA contra o Krasnodar, tendo sido substituído por Zé Luís. O Porto acabou perdendo por 3–2 loss. Seu primeiro gol pelo Porto foi em 5 de dezembro, na vitória por 3–0 sobre o Casa Pia em um jogo da Taça da Liga.

### Internacional
No dia 28 de fevereiro de 2020, foi anunciado seu empréstimo ao Internacional até o fim de 2020.

### Botafogo
Foi anunciado como novo reforço do Botafogo em 15 de março de 2022, assinando contrato por um ano, com opção de renovação automática por mais uma temporada. Contudo começou a temporada como titular em boa parte, mas perdeu a vaga após uma lesão e não conseguiu recuperar o espaço na equipe.

### Atlético Mineiro
Em 2 de fevereiro de 2023, o Atlético Mineiro anunciou a contratação de Saraiva com possibilidade de extensão.Renzo Saraiva foi o vigésimo jogador argentino a defender o Galo. Anotou seu primeiro golo pelo Alvinegro na final do  Campeonato Mineiro 2024, uma vitória por 3 a 1 sobre o Cruzeiro, após 5 anos sem marcar.
Em 29 de maio de 2023, o Galo prorrogou o contrato de Saraiva, com cláusula de renovação automática até dezembro, mediante alcance de metas.

## Seleção Argentina
Saravia fez sua estreia pela Argentina no dia 8 de setembro de 2018, em um amistoso contra a Seleção da Guatemala. Foi um dos convocados pelo técnico Lionel Scaloni para a Copa América de 2019.

## Títulos
Racing
- Campeonato Argentino: 2018–19

Atlético Mineiro
- Campeonato Mineiro: 2023, 2024 e 2025